# ميرليون

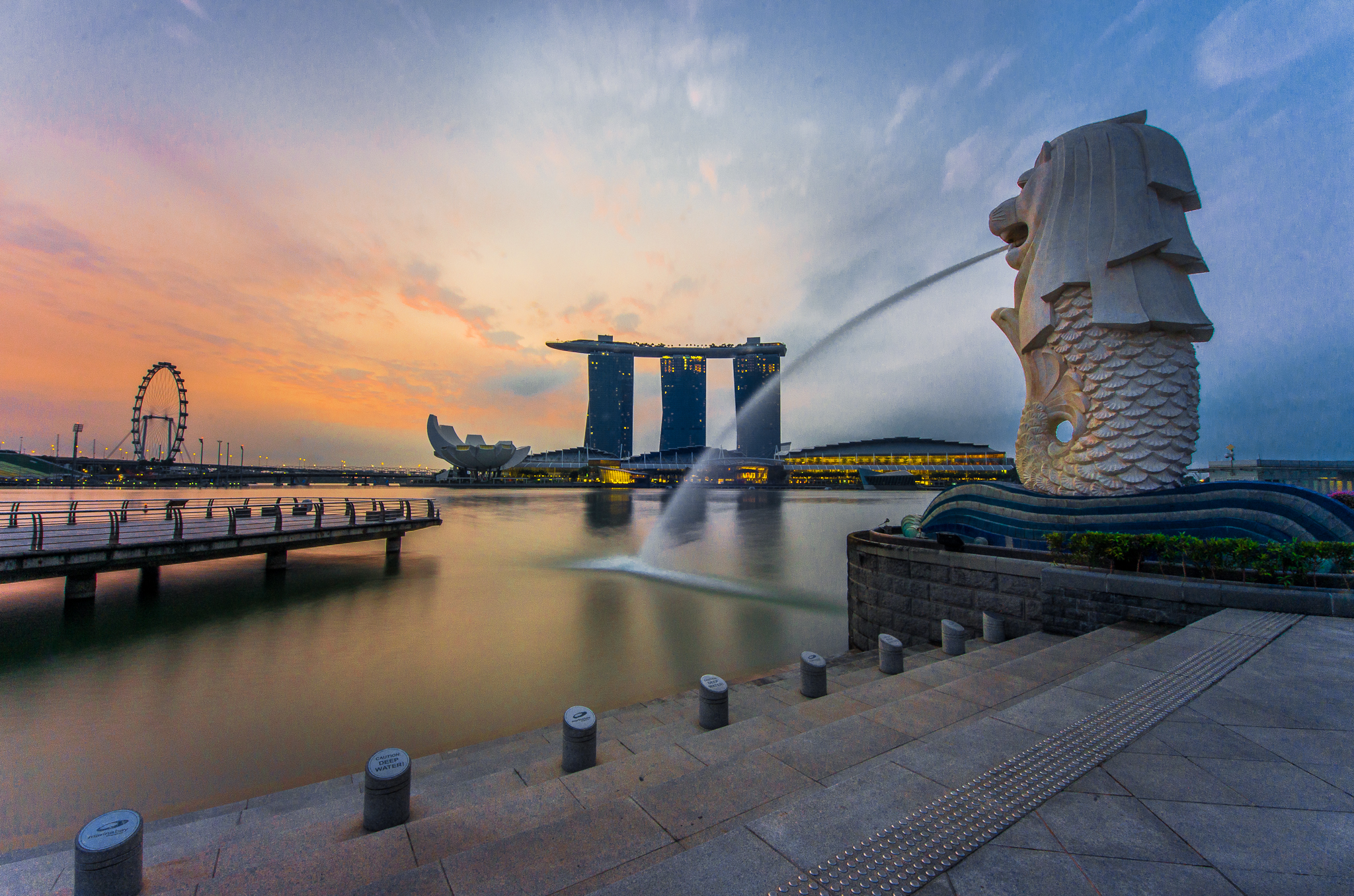
تمثال أسد ميرليون في متنزه ميرليون.

ميرليون (بالإنجليزية: Merlion)‏ و (بالصينية: 鱼尾狮) هو التعويذة الرسمية لدولة سنغافورة وهو عبارة عن أسد بجسم سمكة، ويوجد تمثال نافورة له في متنزه ميرليون.